# 方丹莱塔隆
方丹莱塔隆（法語：Fontaine-l'Étalon，法語發音：[fɔ̃tɛn letalɔ̃]）是法国上法蘭西大區加来海峡省的一个市镇，属于阿拉斯区。

## 地名
“方丹”（Fontaines）意为“泉”。法语地名通名在“枫丹白露”（Fontainebleau）等少数拥有传统译名的地名中译作“枫丹”，不过在《世界地名翻译大辞典》、《世界地名译名词典》和《法国地图册》等主流地名译名类书籍资料中多译作“方丹”。

## 地理
方丹莱塔隆（50°18'19"N, 2°3'51"E）面积3.98 平方千米，位于法国上法蘭西大區加来海峡省，该省份为法国北部沿海省份，西北濒北海，南至索姆省，东临北部省。
与方丹莱塔隆接壤的市镇（或旧市镇、城区）包括：瓦克里耶特埃尔基耶尔、克-欧迈尼勒、科蒙、谢里耶讷、热讷伊韦尔尼。
方丹莱塔隆的时区为UTC+01:00、UTC+02:00（夏令时）。

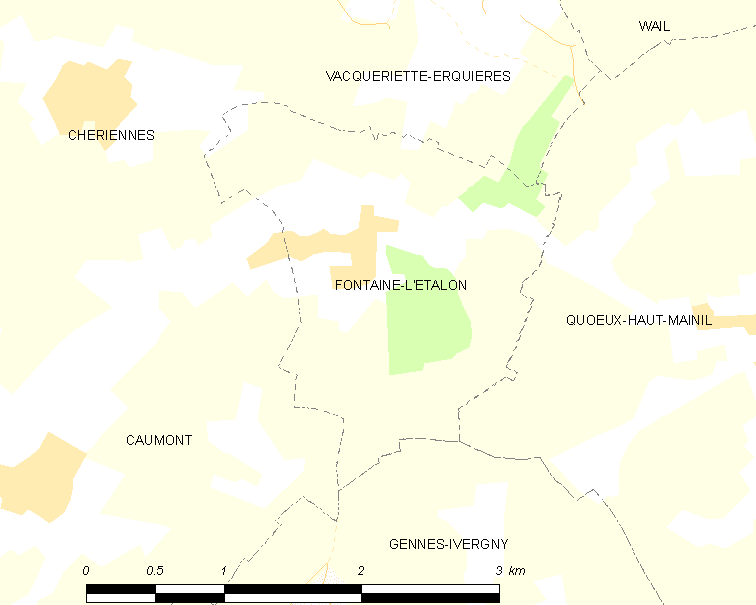
方丹莱塔隆的OSM定位图

## 行政
方丹莱塔隆的邮政编码为62390，INSEE市镇编码为62345。

## 政治
方丹莱塔隆所属的省级选区为欧克西堡县。

## 人口

1962-2008年间方丹莱塔隆人口变化图示

方丹莱塔隆于2022年1月1日时的人口数量为94人。